# Štítarský klen
Štítarský klen je památný strom javor klen (Acer pseudoplatanus) v okrese Cheb v Karlovarském kraji. Roste v remízku mezi lesem a železniční tratí 800 m severovýchodně od železniční zastávky Štítary. Strom má vysoký přímý kmen, pravidelnou korunu tvoří dlouhé, vysoko nasazené paprskovité kosterní větve.
Koruna stromu sahá do výšky 26 m, obvod kmene měří 327 cm (měření 2014).
Od stromu je hezký výhled na 3,5 km vzdálený vrch Háj (757 m), nejvyšší horu české části Smrčin.
Strom je chráněn od roku 2005 jako esteticky zajímavý strom, krajinná dominanta s významným vzrůstem a historicky důležitý strom, připomínající zaniklou obec Štítary.

## Stromy v okolí
- Zedwitzův javor
- Dub u Dolíšky